# Bernice Steadman
Bernice Steadman, née Trimble le 9 juillet 1925 et morte le 18 mars 2015, est une aviatrice et femme d'affaires américaine. Steadman était l'une des treize femmes choisies pour passer les mêmes tests que les astronautes de Mercury 7 au début des années 1960. Le groupe devint plus tard connu sous le nom de Mercury 13. Cependant, Steadman et les douze autres femmes du programme se sont vu refuser la possibilité de devenir astronautes en raison de leur sexe. Steadman, pilote professionnelle, a par la suite co-fondé l'International Women's Air & Space Museum dans l'Ohio dans les années 1980.

## Biographie
Steadman est née Bernice Trimble à Rudyard, dans le Michigan, en 1925. Son père, ses sœurs et son frère ont été tués dans un incendie dans leur maison alors qu'elle n'avait qu'un an. Elle est diplômée de la Flint Central High School à Flint, dans le Michigan.
Elle a pris un emploi chez AC Spark Plug après le lycée pour économiser de l'argent pour les cours de pilotage. Elle a obtenu son permis de pilote avant d'obtenir un permis de conduire. Elle est devenue pilote de charter et a finalement ouvert sa propre école de pilotage et sa propre compagnie de charter, Trimble Aviation, basée à Flint. Steadman a formé plus de 200 hommes qui sont finalement devenus pilotes de ligne à son école. Bernice Steadman est devenue l'une des premières femmes aux États-Unis à obtenir une qualification de transport aérien (ATR), la cote la plus élevée qu'un pilote puisse recevoir.
Steadman est un membre fondateur de la Federal Aviation Agency (FAA) au sein du comité consultatif des femmes sur l'aviation. Elle a également présidé la Commission des aéroports à Ann Arbor, dans le Michigan. Steadman a été intronisée au Michigan Aviation Hall of Fame en 2002 et au Michigan Women's Hall of Fame en 2003.
En 2001, Steadman a publié son autobiographie, Tethered Mercury: A Pilot's Memoir: The Right Stuff - But the Wrong Sex, détaillant sa carrière et le programme Mercury 13. Elle a noté que le président américain Lyndon B. Johnson avait écrit « Stop This Now » (« Arrêtez ça maintenant ») sur un document après avoir pris connaissance du projet Mercury 13.
Bernice Steadman est décédée à son domicile de Traverse City, dans le Michigan, le 18 mars 2015, à l'âge de 89 ans, des suites d'une longue bataille contre la maladie d'Alzheimer. Elle laisse dans le deuil son mari depuis 56 ans, Robert Steadman, son frère Ray Whipple, son fils Michael et ses deux petits-enfants.